# 애들레이드
애들레이드(영어: Adelaide, 문화어: 아델레이드)는 오스트레일리아 사우스오스트레일리아주의 주도로, 남극해로 통하는 세인트빈센트 만에 있는 도시이다.
호주 횡단 철도(Trans-Australian Railway)의 출발점으로서, 호주 남부 지역의 중심 도시이자 교통 요지이다. 이름은 19세기 영국 국왕 윌리엄 4세의 왕비 애들레이드의 이름을 따서 지었다. 오스트레일리아 각 주의 주도 중 다섯 번째 규모로, 문화와 예술의 도시로 알려져 있다.

## 역사
사우스오스트레일리아는 1836년 12월 28일 정식으로 영국의 식민지가 되었다. 오스트레일리아 식민지에서 처음으로 자유 식민지였다. 사우스 오스트레일리아 초대 측량국 장관 윌리엄 라이트 대령이 주도 조사 계획 디자인을 담당했다. 라이트 안은 식자의 비판 등을 받고서도 토렌스 강 주변의 언덕을 적지로 선정했다. 토렌스 강 초기 식민지 사람들에게 중요한 수원이 되었다. 애들레이드는 도시가 성장 번영에 대한 초기 계획을 많이 수정하지 않고도 끝낼 수 있도록 계획하고 있었다. 오래된 도시는 이후 도로 확장, 공원 정비 등이 필요할 수 있지만, 애들레이드는 처음부터 넓은 로컬 도로와 공원을 정비하고 있었다.
애들레이드는 자유 이민을 위한 계획 식민지로 건설되었다. 이민자들은 종교의 박해를 받지 않고, 시민으로서의 자유를 보장하였다. 이 점에서는 죄수의 땅이라는 역사를 가진 시드니나 호바트 등의 다른 오스트레일리아의 도시와는 다르다.

## 행정 구역
일반적으로 애들레이드로 불리는 것은 메트로폴리탄 애들레이드(Metropolitan Adelaide)이며, 이것은 다음 19 지방자치단체(council)의 관할 지역에 해당한다. 또한 애들레이드 도시권 전체를 관할하는 지방자치단체는 아니다.
- - 애들레이드 시 의회(Adelaide City Council)
  - 애들레이드 힐즈 의회(Adelaide Hills Council)
  - 번사이드 시 의회(Burnside City Council)
  - 캠벨타운 시 의회(Campbelltown City Council)
  - 찰스 스튜어트(Charles Sturt, City of)
  - 골러(Gawler, Town of)
  - 홀드페스트 만(Holdfast Bay, City of)
  - 마리온(Marion, City of)
  - 미챔(Mitcham, City of)
  - 노우드 페이네햄 & 세인트 피터스(Norwood Payneham & St. Peters, City of)
  - 온카파링가(Onkaparinga, City of)
  - 플레이포트(Playford, City of)
  - 애들레이드 엔필드 항(Port Adelaide Enfield, City of)
  - 프로스펙트(Prospect, City of)
  - 솔즈베리(Salisbury, City of)
  - 티 트리 걸리(Tea Tree Gully, City of)
  - 언리(Unley, City of)
  - 워커빌(Walkerville, Town of)
  - 웨스트 토렌스 시 의회(West Torrens City Council)

이러한 명칭은 주소에 표기되지 않고 거주하는 지방자치단체가 아닌 자치단체가 관리하는 도서관이나 경기장 등 공공 시설을 이용하는 것도 가능하기 때문에, 실제 생활에서 의식되는 경우는 적다.

## 기후
| 애들레이드의 기후                                                        | 애들레이드의 기후 | 애들레이드의 기후 | 애들레이드의 기후 | 애들레이드의 기후 | 애들레이드의 기후 | 애들레이드의 기후 | 애들레이드의 기후 | 애들레이드의 기후 | 애들레이드의 기후 | 애들레이드의 기후 | 애들레이드의 기후 | 애들레이드의 기후 | 애들레이드의 기후 |
| 월                                                                       | 1월               | 2월               | 3월               | 4월               | 5월               | 6월               | 7월               | 8월               | 9월               | 10월              | 11월              | 12월              | 연간              |
| ------------------------------------------------------------------------ | ----------------- | ----------------- | ----------------- | ----------------- | ----------------- | ----------------- | ----------------- | ----------------- | ----------------- | ----------------- | ----------------- | ----------------- | ----------------- |
| 역대 최고 기온 °C (°F)                                                   | 47.7 (117.9)      | 44.7 (112.5)      | 42.2 (108.0)      | 36.9 (98.4)       | 31.1 (88.0)       | 25.4 (77.7)       | 23.1 (73.6)       | 30.4 (86.7)       | 34.3 (93.7)       | 39.0 (102.2)      | 43.0 (109.4)      | 45.2 (113.4)      | 47.7 (117.9)      |
| 일평균 최고 기온 °C (°F)                                                 | 30.0 (86.0)       | 29.7 (85.5)       | 26.6 (79.9)       | 23.0 (73.4)       | 19.0 (66.2)       | 16.2 (61.2)       | 15.6 (60.1)       | 16.7 (62.1)       | 19.3 (66.7)       | 22.5 (72.5)       | 25.4 (77.7)       | 27.6 (81.7)       | 22.6 (72.7)       |
| 일일 평균 기온 °C (°F)                                                   | 23.8 (74.8)       | 23.6 (74.5)       | 21.0 (69.8)       | 17.9 (64.2)       | 14.6 (58.3)       | 12.3 (54.1)       | 11.7 (53.1)       | 12.4 (54.3)       | 14.6 (58.3)       | 17.1 (62.8)       | 19.8 (67.6)       | 21.7 (71.1)       | 17.5 (63.5)       |
| 일평균 최저 기온 °C (°F)                                                 | 17.6 (63.7)       | 17.5 (63.5)       | 15.3 (59.5)       | 12.7 (54.9)       | 10.2 (50.4)       | 8.3 (46.9)        | 7.7 (45.9)        | 8.1 (46.6)        | 9.9 (49.8)        | 11.7 (53.1)       | 14.1 (57.4)       | 15.8 (60.4)       | 12.4 (54.3)       |
| 역대 최저 기온 °C (°F)                                                   | 9.2 (48.6)        | 9.5 (49.1)        | 7.2 (45.0)        | 4.3 (39.7)        | 1.5 (34.7)        | −0.4 (31.3)       | 0.4 (32.7)        | 0.9 (33.6)        | 2.6 (36.7)        | 4.7 (40.5)        | 5.3 (41.5)        | 7.9 (46.2)        | −0.4 (31.3)       |
| 평균 강우량 mm (인치)                                                    | 21.2 (0.83)       | 20.0 (0.79)       | 24.9 (0.98)       | 37.6 (1.48)       | 59.3 (2.33)       | 77.7 (3.06)       | 71.1 (2.80)       | 66.9 (2.63)       | 59.6 (2.35)       | 40.0 (1.57)       | 31.0 (1.22)       | 28.3 (1.11)       | 536.5 (21.12)     |
| 평균 강우일수 (≥ 0.2 mm)                                                 | 4.7               | 3.7               | 5.9               | 8.2               | 12.7              | 14.6              | 16.3              | 16.2              | 13.5              | 9.9               | 8.3               | 7.2               | 121.2             |
| 평균 오후 상대 습도 (%)                                                  | 36                | 36                | 40                | 45                | 55                | 61                | 59                | 54                | 50                | 44                | 40                | 38                | 47                |
| 평균 월간 일조시간                                                       | 325.5             | 285.3             | 266.6             | 219.0             | 167.4             | 138.0             | 148.8             | 186.0             | 204.0             | 257.3             | 273.0             | 294.5             | 2,765.4           |
| 가능 일조율                                                              | 74                | 75                | 71                | 65                | 53                | 45                | 48                | 54                | 55                | 64                | 65                | 67                | 61                |
| 출처: 오스트레일리아 기상청 (평년값: 1991년~2020년, 극값: 1977년~2020년) |                   |                   |                   |                   |                   |                   |                   |                   |                   |                   |                   |                   |                   |

## 경제
애들레이드는 제조와 연구를 위한 광대한 단지가 있다. 홀든과 미쯔비시 자동차, 브리지 스톤의 공장이 있었으나 2000년대 후반부터 점차 모두 폐쇄되었다. 또한 군사 연구 기관 DSTO Defence Science and Technology Organisation)가 솔즈베리(애들레이드 시내에서 북쪽으로 20 km 떨어진 교외)에 있다. 다른 산업으로는 철광석의 정제, 국방, 전자 부품 생산 등이 있다.
1992년에는 사우스 오스트레일리아 주립 은행이 금융 붕괴하여, 그 결과 국가 부채가 4억 오스트레일리아 달러가 되기도 했다. 이것이 줄어든 것은 최근이다. 그 이후 주 정부는 긴축 예산으로 재정을 절약하는 법률을 제정하였고, 이 때문에 도시와 국가의 새로운 경제 개발은 상당히 후퇴하지 않을 수 없었다.

### 부동산 동향
2001년 3월부터 2010년 3월까지 10년간, 애들레이드 매트로 폴리탄의 부동산의 중간 가격은 약 3배가 뛰었다.(약 285%)
종합:
| 3월        | 2001    | 2002    | 2003    | 2004    | 2005    | 2006    | 2007    | 2008    | 2009    | 2010    | 2011    |
| 중간가격   | 140,000 | 170,000 | 200,000 | 250,000 | 270,000 | 280,000 | 300,000 | 360,000 | 350,000 | 400,000 | 400,000 |
| % 변동수치 |         | 21%     | 18%     | 25%     | 8%      | 4%      | 7%      | 20%     | −3%     | 14%     | 0%      |

모든 수치는 반올됨 된 수치임

## 문화

### 교육
애들레이드에는 애들레이드 대학교, 플린더스 대학교(Flinders University), 사우스 오스트레일리아 대학교(University of South Australia) 등의 대학교가 있고, 이들은 우수한 연구 교육 기관으로 평가되고 있다.
애들레이드는 종종 "교회의 도시"라고 불리지만, 이것은 현재보다 과거의 상황을 반영한 표현이다.
초기부터 애들레이드는 여러 나라의 이민을 받아들였고, 특히 독일계 이민자들이 종교적 박해를 피해 왔다. 그들은 포도나무를 들여와 바로사 밸리에서 뛰어난 와인을 만들어내는 기초가 되었다. 애들레이드와 주변 지역 대부분은 한때 와인의 포도 생산지였기 때문에, 와인 생산 지역(바로사 밸리)는 애들레이드의 외곽에 존재하고 있다.
제2차 세계 대전 후 이탈리아, 그리스, 네덜란드, 폴란드, 기타 많은 유럽인이 새로운 출발을 위해 왔다. 베트남 전쟁후 미국에서 이민자가 늘어서, 민족 구성이보다 다양 해졌다. 이러한 문화가 섞여 보다 풍부하고 다양한 요리와 활기찬 식당의 문화를 만들어 냈다.

## 교통

### 메트로

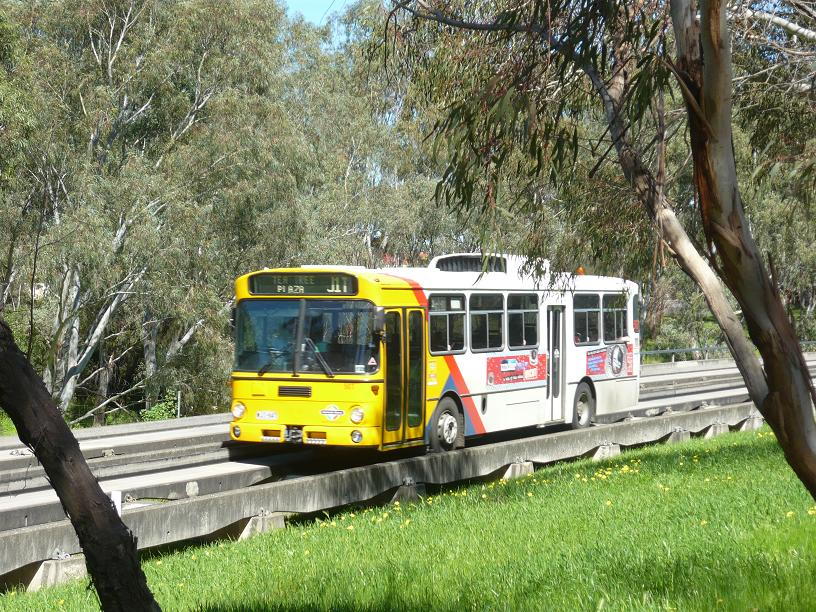
애들레이드 메트로 버스

애들레이드는 종합적인 대중교통 수단이 있고, 애들레이드 메트로로 알려져 있다. 유도버스인 애들레이드 오반(Adelaide O-Bahn)이나 애들레이드 해안 글레넬그까지 운행하는 역사적인 글레넬그 트램(Glenelg Tram)이 있다.

### 철도
장거리 열차는 시 서쪽에 있는 케즈윅(Keswick)에서 발착한다. 시드니에서 퍼스로 가는 인디안 퍼시픽의 중간 정차역이며, 멜버른에지 오버랜드, 앨리스/다윈까지 가는 터미널이 되기도 한다.

### 공항

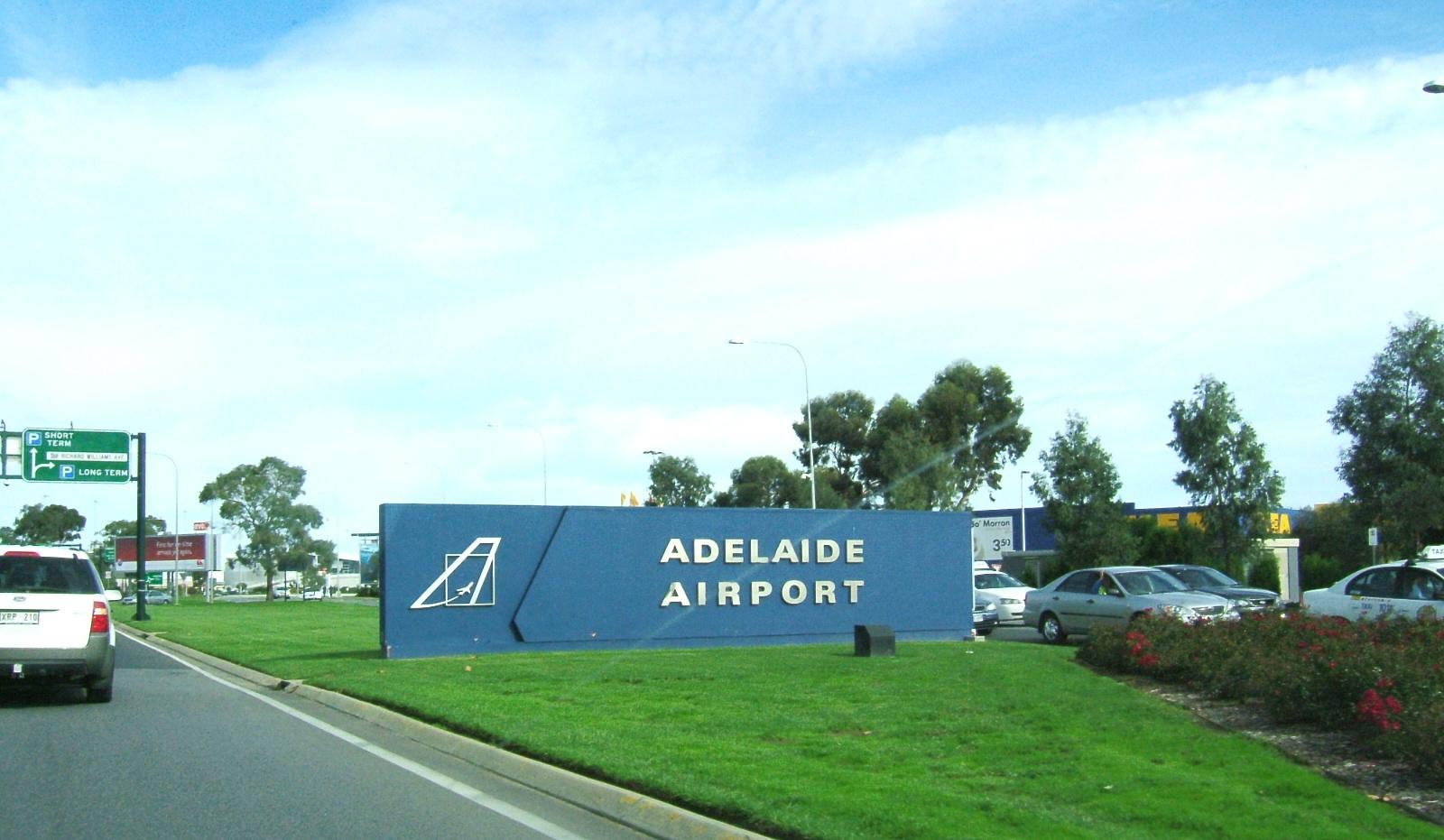
애들레이드 공항 입구

애들레이드는 공공의 정기 항공편이 이용하는 애들레이드 공항과 개인이나 기업 등의 프로펠러기를 이용하는 패러필드 공항(Parafield), 오스트레일리아 공군(Royal Australian Air Force)의 에딘버러 기지 등 3개의 공항이 있다.

## 스포츠
애들레이드는 1985년부터 1995년까지 애들레이드 시내와 빅토리아 공원을 사용하는 애들레이드 시내 코스에서 F1의 오스트레일리아 GP가 개최되었다. 이 레이스는 애들레이드의 자랑이기도 했지만, 1996년에서 최대의 라이벌이라 할 수 있는 멜버른에 개최지를 양보하고 있다. 그 구멍을 메우는 형태로 V8 슈퍼 카레이스가 개최되고 있으며, 성공을 거두고 있다.
애들레이드는 축구단 《애들레이드 유나이티드 FC》와 2개의 오스트레일리아 축구(AFL or Footy)팀 《애들레이드 크로우즈; Adelaide Crows》와 《포트 애들레이드 파워; Port Adelaide Power》의 본거지이다. 또한 UCI 레이스의 투어 다운 언더도 일년에 한 번 개최되고 있다.

## 자매 도시
- 대한민국 괴산군
- 말레이시아 조지타운
- 일본 히메지시
- 미국 오스틴
- 중화인민공화국 다롄

## 같이 보기
- 분류:사우스오스트레일리아주의 관광지